# Mitromorpha hewitti
Mitromorpha hewitti is een slakkensoort uit de familie van de Mitromorphidae. De wetenschappelijke naam van de soort is voor het eerst geldig gepubliceerd in 1921 door Tomlin.